# Самегар
Самегар, син Анатов - трећи судија Израела; син Анатов. Био је ученик и наследник Ехуда. 
Поседовао је огромну снагу и храброст, што се види из чињенице да је једном приликом победио 600 Филистејаца само једним воловским ударом. Доказ тужног стања у које су Израелци били доведени у ово време је следећи одломак у песмама Деборе и Варака: „Путеви су били празни, а они који су раније ишли правим стазама, онда су ишли заобилазним путевима“ Суд. 5:6. 
Ако Самегар није био савременик Барака и Деборе, онда је очигледно непосредно претходио њима. Самегар је судио народу Израела мање од једне године.